# Ivan Sutherland
Pour les articles homonymes, voir Sutherland.
Pour le rameur néo-zélandais, voir Ivan Sutherland (aviron).
Ivan Edward Sutherland, né le 16 mai 1938 à Hastings dans le Nebraska, est un ingénieur en informatique américain et un pionnier de l'Internet. Il reçoit, en 1988, le Prix Turing pour l'invention du Sketchpad, considéré comme l'ancêtre des logiciels de conception assistée par ordinateur.
En 1998, il reçoit la médaille John von Neumann.
En juin 2012, il reçoit le Prix de Kyoto pour son travail sur le développement des capacités graphiques des ordinateurs et des interactions homme machine.
Il est membre de l'Académie des sciences des États-Unis (section 34 : informatique) depuis 1978.
Lorsqu'il travaillait à l'université de l'Utah en 1968, il a participé avec David C. Evans (président) et Gary Watkins (directeur technique) à la création de la société Evans & Sutherland, qui fut un leader mondial des simulateurs d'avions.